# Maxmilián Theodor z Thun-Hohensteinu
Maxmilián Theodor Jan Arnošt hrabě z Thun-Hohensteinu (německy Maximilian Theodor Johann Ernst Graf von und zu Thun-Hohenstein; 24. července 1857 Žehušice – 1. srpna 1950 Vídeň) byl česko-rakouský šlechtic. Od mládí sloužil v armádě, později působil ve dvorských službách, nakonec až do zániku monarchie zastával funkci císařského nejvyššího lovčího (1904–1918). Manželka Gabriela, rozená Lobkowiczová (1864–1941) byla nejvyšší hofmistryní císařovny Zity. Jejich snachou byla baronka Sidonie Nádherná, proslulá osobnost kulturního a společenského života v Praze. 

## Životopis

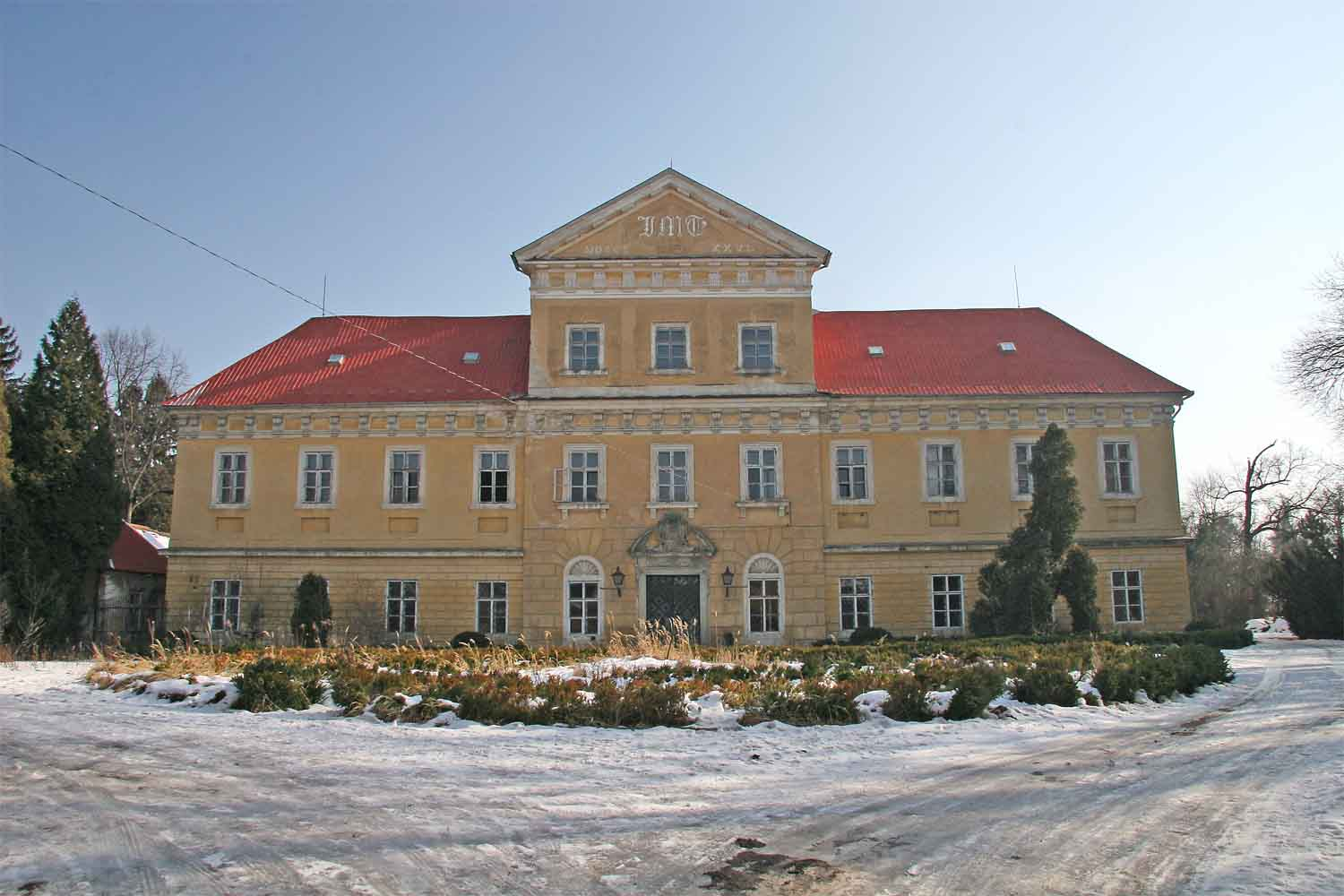
Zámek Žehušice, rodiště Maxmiliána Theodora z Thun-Hohensteinu

Pocházel ze starého šlechtického rodu Thun-Hohensteinů, patřil ke klášterecké linii a narodil se jako nejmladší syn hraběte Josefa Osvalda I. z Thun-Hohensteinu (1817–1883), matka Johanna (1827–1892) pocházela z rodu Salm-Reifferscheidt. Od mládí sloužil v armádě a v roce 1882 byl jmenován c. k. komořím. V roce 1891 dosáhl hodnosti rytmistra u dragounského pluku č. 13 a krátce poté byl přeložen do zálohy. Později se pohyboval u císařského dvora, kde v letech 1899–1904 zastával funkci nejvyššího hofmistra arcivévody Ludvíka Viktora, v roce 1899 byl zároveň jmenován c. k. tajným radou. V letech 1904–1918 byl nejvyšším lovčím císařského dvora. V této funkci byl potvrzen i po nástupu Karla I. a v prosinci 1916 obdržel titulární hodnost c. k. generálmajora, i když v armádě již aktivně nesloužil. Po roce 1918 žil v soukromí ve Vídni. Je pohřben na hřbitově ve čtvrti Hietzing.
Byl nositelem velkokříže Leopoldova řádu a Řádu železné koruny I. třídy, držitelem Vojenského záslužného kříže a Karlova vojenského kříže. Vzhledem ke svému dlouholetému působení u císařského dvora obdržel také několik ocenění od zahraničních panovníků. Byl nositelem velkokříže španělského Řádu Karla III., saského Albrechtova řádu, bulharského Řádu sv. Alexandra a švédského Řádu polární hvězdy, dále byl nositelem pruského Řádu červené orlice I. třídy a pruského Železného kříže II. třídy.

## Rodina
V roce 1886 se v Praze oženil s princeznou Gabrielou Žofií Lobkowiczovou (1864–1941), dcerou knížete Mořice z Lobkowicz. Gabriela byla od roku 1888 dámou Řádu hvězdového kříže, později se stala c. k. palácovou dámou a v roce 1917 obdržela Řád Alžběty. Na sklonku existence monarchie zastávala post nejvyšší hofmistryně císařovny Zity. Z jejich manželství se narodily čtyři děti:
- Johana (20. 1. 1887 Praha – 1982), řeholnice v benediktinském klášteře svatého Gabriela ve Štýrsku[12][13]
- Maxmilián Mořic (14. 12. 1887 Lysá nad Labem – 12. 4. 1935 Vídeň), manž. 1920 (rozv. 1933) baronka Sidonie Nádherná (1. 12. 1885 Vrchotovy Janovice – 30. 9. 1950 Harefield)[13][14]
- Marie Anna (29. 7. 1889 Zboží – 4. 4. 1983 Vídeň), I. manž. 1920 hrabě Zdeněk Kolowrat-Krakowský (9. 7. 1881 Černíkovice – 18. 11. 1941 Rychnov nad Kněžnou), II. manž. 1950 Alexander Muronzow (23. 4. 1886 Baku – 6. 2. 1971 Vídeň)[15][13]
- Felix Osvald (23. 4. 1891 Vídeň – 11. 2. 1938 tamtéž), manž. 1918 hraběnka Marie Josefa z Thun-Hohensteinu (16. 2. 1887 Trento – 18. 6. 1972 tamtéž)[13][16][17]